# Cascina Montebello
Cascina Montebello è una frazione del comune di Pavia posta a nordovest del centro abitato, verso Bereguardo.

## Storia
Montebello era un comune nella Campagna Soprana, poi inserito nel distretto di Bereguardo. Nel 1841 il comune fu soppresso dal governo austriaco e unito a Villalunga, che a sua volta decenni dopo entrò nel territorio di Torre del Mangano, attuale Certosa di Pavia.
Nel 1939 tuttavia il governo fascista, nell'intento di fornire ai più dinamici capoluoghi un adeguato spazio per la loro espansione economica e quindi urbanistica, staccò il paese da Certosa e lo unì direttamente a Pavia, seppur la località non sia poi mai stata raggiunta dalla crescita edilizia.

## Società

### Evoluzione demografica
- circa 100 nel 1805[2]